# Diablo de Jersey

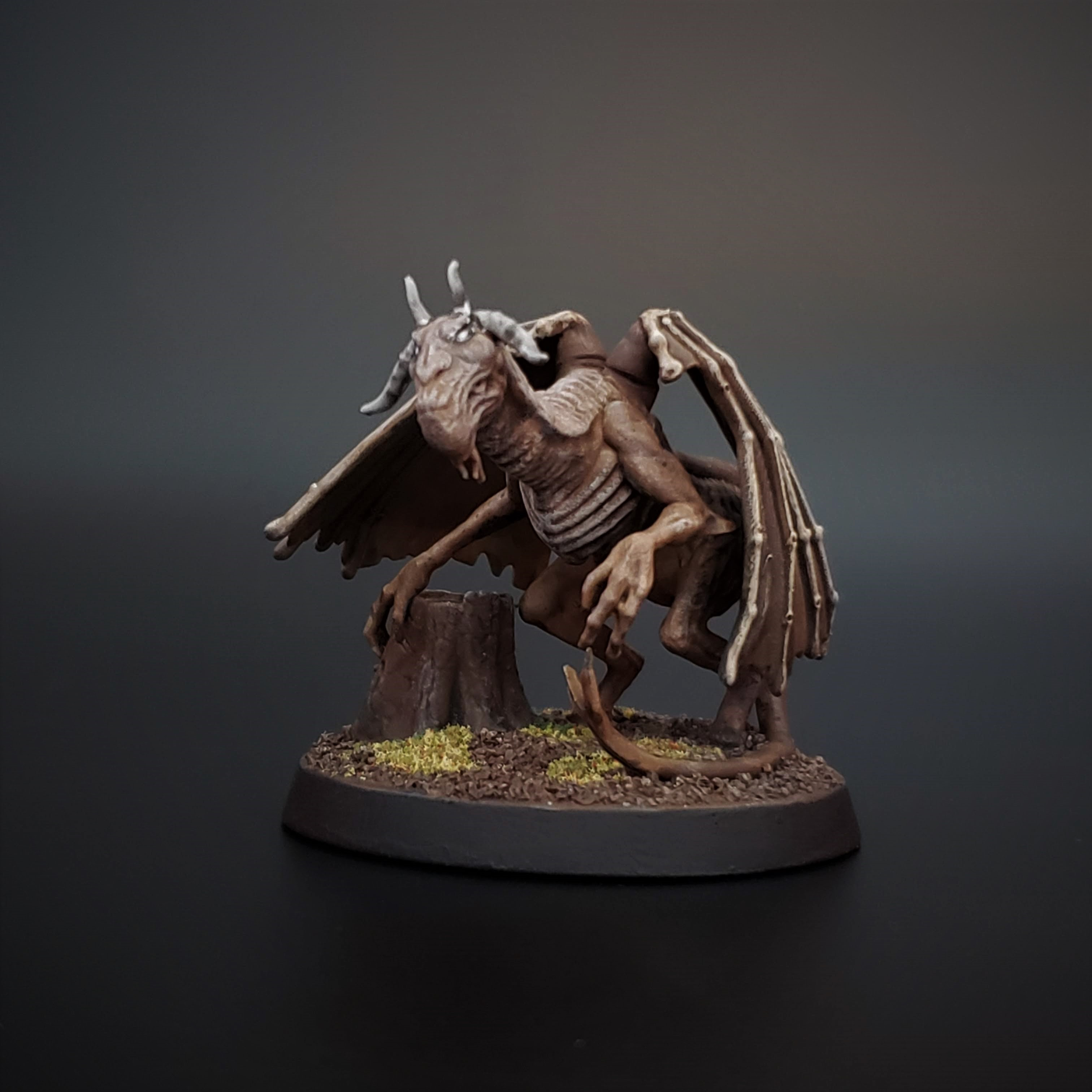
Diablo de Jersey

El Diablo o Demonio de Jersey es una criatura pseudocríptida perteneciente a la cultura popular estadounidense. La criatura se describe a menudo como un bípedo volador con pezuñas, pero hay muchas variaciones. La descripción más común es la de una criatura similar al canguro con la cara de un caballo, la cabeza de un perro, correosas alas de murciélago, cuernos sobre la cabeza, brazos pequeños terminados en manos con garras, pezuñas hendidas y una cola bifurcada. Se ha informado que puede moverse rápidamente para evitar el contacto humano, y a menudo se le describe como capaz de emitir un "espeluznante grito".
El diablo de Jersey se ha ganado su lugar en la cultura pop de la zona, e incluso ha dado su nombre a un equipo de Nueva Jersey en la National Hockey League.

## Origen de la leyenda
Hay muchos posibles orígenes de la leyenda del Demonio de Jersey. Las leyendas más antiguas se remontan al folklore nativo–americano. Las tribus Lenni Lenape llamaron el área alrededor de Pine Barrens "Popuessing", que significa "lugar del dragón". Exploradores suecos lo llamaron más tarde "Drake Kill", siendo "Drake" la palabra sueca para dragón, y "Kill" significaba canal o brazo de mar (río, arroyo, etcétera).

### El hijo número 13 de Madre Leeds
El origen más aceptado de la historia, en lo que se refiere a residentes de Nueva Jersey, se remonta a la madre Leeds y es el siguiente:

«Se dice que Madre Leeds tuvo 13 hijos, y después de dar a luz a su hijo numero 12 declaró que si tuviera otro sería el Diablo. En 1735, Madre Leeds entró en labores de parto en una noche tormentosa. Reunidos en torno a ella estaban sus amigos. Madre Leeds era supuestamente una bruja y el padre del niño era el mismo Diablo. El niño nació normal, pero luego cambió de forma. Pasó de un bebé normal a una criatura con pezuñas, cabeza de caballo, alas de murciélago y una cola bifurcada. Gruñó y gritó, y luego mató a la partera antes de salir volando por la chimenea. Recorrió las aldeas y después se dirigió hacia los pinos. En 1740 un clero exorcizó al demonio por 100 años y no fue visto de nuevo hasta 1890.»

"Madre Leeds" ha sido identificada por algunos como Deborah Leeds. Esta identificación puede haber ganado credibilidad debido a que el marido de Deborah Leeds, Japhet Leeds, nombró a doce hijos en el testamento que escribió en 1736, lo que es compatible con la leyenda de que el Diablo de Jersey era el decimotercer hijo nacido de Madre Leeds. Deborah y Japhet Leeds vivieron en la sección de Point Leeds, lo que es ahora el Condado de Atlantic, Nueva Jersey, el área donde comúnmente se dice se desarrolla la historia del Diablo de Jersey.

## Supuestos avistamientos
Ha habido muchos avistamientos y sucesos presuntamente relacionados con el Diablo de Jersey.
Según la leyenda, durante una visita a la fábrica Hanover Mill Works para inspeccionar las balas de cañón que estaban siendo forjadas, el Comodoro Stephen Decatur avisto una criatura voladora que batía sus alas, y disparó directamente sobre ella una bala de cañón que no le causó efecto alguno.
Se afirma que José Bonaparte, el hermano mayor de Napoleón, avistó al Diablo de Jersey mientras cazaba en Bordentown, Nueva Jersey, en el año de 1820. En 1840, el diablo fue culpado de los asesinatos de varios animales. Ataques similares se registraron en 1841, acompañado de rastros y gritos atribuidos al Diablo.
Los restos de un cadáver que coincidían con la descripción del Diablo de Jersey aparecieron en Greenwich en diciembre de 1925. Un granjero local le disparó a un animal no identificado mientras intentaba robar sus pollos. Después, él afirmó que ninguna de las 100 personas que lo vieron lograron identificar a qué especie pertenecía. El 27 de julio de 1937, un animal desconocido "con ojos rojos" que fue visto por los residentes de Downingtown, Pennsylvania, fue comparado con el Diablo de Jersey por un reportero del Pennsylvania Bulletin.
En 1951, un grupo de niños de Gibbstown, Nueva Jersey, afirmaron haber visto un "monstruo" que coincidía con la apariencia del diablo. Los restos de un cadáver que coincidía con la descripción del diablo de Jersey aparecieron en 1957. En 1960, se encontraron rastros y se escucharon ruidos cerca de Mays Landing, Nueva Jersey, que fueron relacionados con el diablo de Jersey. Durante el mismo año, los comerciantes de todo Camden ofrecieron una recompensa de 10 000 dólares por la captura del diablo de Jersey, incluso prometieron construir un zoológico privado para albergar a la criatura si esta era capturada con vida.

### Avistamientos de 1909
Durante la semana del 16 al 23 de enero de 1909, los periódicos de la época publicaron centenares de encuentros atribuidos al diablo de Jersey de todo el Estado de Nueva Jersey. Entre los supuestos encuentros publicados esa semana estaba la afirmación de que la criatura había "atacado" un tranvía en Haddon Heights y un club social en Camden. La policía de Camden y Bristol, Pennsylvania, supuestamente dispararon contra la criatura sin causarle ningún efecto. Otros informes se referían inicialmente a huellas sin identificar en la nieve, pero pronto avistamientos de criaturas parecidas al diablo de Jersey se reportaron al sur de Nueva Jersey y en sitios tan lejanos como Delaware. La cobertura periodística produjo pánico en todo el Valle de Delaware lo que provocó que varias escuelas cerraran y que los trabajadores decidieran quedarse en casa. Durante este período, surgió el rumor que el Zoológico de Filadelfia había ofrecido una recompensa de 10 000 dólares por la captura de la criatura. La supuesta oferta provocó una serie de bromas y fraudes, incluyendo un canguro con alas falsas.

## Explicaciones
Los escépticos creen que el diablo de Jersey no es más que una manifestación creativa de los colonos ingleses, historias de misterio, con variantes del coco como protagonista, creadas y contadas por los aburridos residentes de Barren Pine como una forma de entretenimiento para los niños, y los rumores que surgen de la percepción negativa de la población local de "pueblerinos".
De acuerdo con Brian Dunning de Skeptoid, los cuentos populares del diablo de Jersey anteriores a 1909 lo llamaban el "Diablo Leeds" y pudieran haber sido creados para desacreditar al político local Daniel Leeds, quien se desempeñó como diputado del gobernador colonial de Nueva York y Nueva Jersey en los años de 1700; por su parte, el folclorista Jan Harold Brunvand escribió que la difusión en la cultura pop contemporánea ha superado a las leyendas tradicionales del Diablo de Jersey.
Jeff Brunner, de la Sociedad Protectora de Animales de Nueva Jersey, cree que la grulla canadiense es la base de las historias del Diablo de Jersey, y agregó: "No hay fotografías ni huesos, no hay evidencia firme, y lo peor de todo, no hay explicación de sus orígenes que no requiera la creencia en lo sobrenatural". El autor y experto en naturaleza Tom Brown, Jr. pasó varias temporadas viviendo en el territorio salvaje de Pine Barrens. Él recuerda las ocasiones en que los aterrorizados excursionistas lo confundieron con el Diablo de Jersey, después de haber cubierto todo su cuerpo con barro para repeler los mosquitos.
Algunos criptozoólogos creen que el Diablo de Jersey podría ser una muy rara especie no clasificada que instintivamente teme y trata de evitar a los humanos, diciendo en apoyo a su hipótesis que existen similitudes generales en la apariencia de la criatura (cabeza de caballo, cuello y cola largos, alas de piel, pezuñas hendidas, grito que hiela la sangre), y que las únicas variables son la altura y el color, y que es más probable que una especie pueda subsistir durante un lapso de varios cientos de años, en vez de la existencia de una criatura que vive sola desde hace más de 500 años. Criptozoólogos también dicen que la criatura es una especie de pterosaurio similar al Dimorphodon.
Un grupo de Nueva Jersey llamado los "Cazadores del Diablo" se refieren a sí mismos como "los investigadores oficiales del Diablo de Jersey", y dedican su tiempo a recolectar informes, visitando sitios históricos y van en excursiones de caza nocturnas en Pine Barrens con el fin de "encontrar la prueba de que el Diablo de Jersey de hecho existe".

## En la cultura popular
El Diablo de Jersey se ha convertido en un icono cultural en el estado, inspirando a varias organizaciones y grupos a utilizar el apodo. En el hockey profesional, los Jersey Devils de la Liga Este de Hockey jugaron desde 1964 hasta 1973. Cuando los Rockies de Colorado de la National Hockey Leaguese se trasladaron a Nueva Jersey en 1982, una encuesta popular votó para cambiar el nombre del equipo por el de los New Jersey Devils.
La Guardia Nacional Aérea de New Jersey, la 177th Fighter Wing, estacionada en la FAA William J. Hughes Technical Center en Pine Barrens, se hace llamar los Jersey Devils.
El luchador profesional estadounidense Jason Danvers interpreta a un personaje llamado "El Diablo de Jersey", miembro de un grupo de psicópatas llamado "El Asilo". Su equipo está formado por una camiseta de lucha libre en blanco y negro, medias largas y botas. También lleva maquillaje completo con la cara blanca y maquillaje negro sobre el que le da forma de cuernos y una sonrisa malévola y burlona. Él lucha para la asociación de lucha libre WAW en Mánchester, Nuevo Hampshire.

### Cine y televisión
- El Diablo de Jersey aparece en Las aventuras reales de Jonny Quest, en el episodio "El espectro de Pine Barrens", con voz de Frank Welker.
- El Diablo de Jersey aparece en el episodio "El largo fin de semana" de American Dragon: Jake Long, con voz de Dee Bradley Baker. Se le representa con la cabeza de un alce con diferentes tipos de cuernos, así como las piernas traseras de un alce, manos con garras, las alas de un águila y la cola de un león. Se lo muestra aterrorizando a la ciudad de cabañas de madera en Nueva Jersey, mientras que Jake está en un viaje de campamento con su padre.
- "El Diablo de Jersey" es un episodio de la primera temporada de The X-Files, en el que la criatura en realidad eran personas salvajes que vivían en el bosque.
- El Diablo de Jersey aparece también en el videojuego The Wolf Among Us, en el capítulo 4 "In Clothes Sheep".
- El Diablo de Jersey aparece en la serie de Animal Planet sobre criptozoología Lost Tapes.
- El Diablo de Jersey ha sido objeto de investigación en el episodio "Devil in Jersey" del show Paranormal State.
- En 2002, un episodio de Scariest Places on Earth muestra a un grupo de cazadores del Demonio de Jersey, acertadamente llamado Los Cazadores del Diablo, buscando a la criatura.[26]

- En 2008, el programa MonsterQuest de History Channel filmó un episodio alrededor de Pine Barrens en Nueva Jersey, centrado en varios avistamientos recientes de la criatura mítica, y postulando la idea de que la criatura podría muy bien ser un gran búho cornudo u otro pájaro. El episodio titulado "Demonios de Nueva Jersey" fue emitido en febrero de 2009 en la tercera temporada de la serie y también contó con los Cazadores del Diablo.
- La película La última transmisión muestra a un grupo de cuatro hombres que entran en Pine Barrens en busca del Diablo de Jersey.
- La película de 2003 El 13º Niño: La leyenda del Diablo de Jersey es una película directo-a-video de terror, protagonizada por Cliff Robertson y Robert Guillaume. La película se rodó en Wharton State Forest, Batsto Village y Hammonton en Pine Barrens, Nueva Jersey.

- La búsqueda del Diablo de Jersey es la base de la película paródica de 2004 Odisea de Jersey: La Leyenda del Agujero Azul.
- La película de 2009 Carny muestra al Diablo de Jersey causando estragos en una pequeña ciudad.[27]
- El 12° episodio de la tercera temporada de Destination Truth, titulado "El diablo de Jersey / El Yeren",[28] emitido el 31 de marzo de 2010, muestra a Josh Gates y al equipo de investigación cubriendo los informes de avistamientos del Diablo de Jersey.
- La película The Barrens (2012), dirigida por Darren Lynn Bousman, se centra en un hombre (Stephen Moyer) que se convence de que está siendo acechado por el Diablo de Jersey mientras acampa en Pine Barrens con su esposa (Mia Kirshner) y sus dos hijos.[29]
- En el noveno episodio de la séptima temporada de la serie de televisión Supernatural se menciona al Diablo de Jersey.
- En  la película animada de 2007 Las Tortugas Ninja, el Diablo de Jersey es una criatura pequeña y pícara que lucha contra Vigilante Nocturno en un restaurante. Él / ella es uno de los 13 monstruos (que se basan en el folclore) liberadas de otra dimensión inconscientemente por Max Winters.
- El episodio 15 de Extreme Ghostbusters, titulado "El diablo de Jersey me obligó a hacerlo", muestra al Diablo de Jersey como una criatura que entra en el mundo real al ser forjado en un horno.
- En el episodio de Comic Book Men del 28 de octubre de 2012, la banda decide buscar al Diablo de Jersey solo para tener la oportunidad de jugar una broma.
- En 2017 aparece referenciado en la serie animada Las Leyendas, del estudio mexicano Estudio Ánima, en el episodio 2, titulado "El demonio de Jersey".
- En la tercera temporada de American Horror Story, en la introducción de cada capítulo, aparece una escena en donde se puede apreciar una criatura parecida a este demonio.
- El 10° episodio de la cuarta temporada de Summer Camp Island, titulado "Él solo no esta aquí justo ahora",  tiene como tema central la existencia del Diablo de Jersey.

### Literatura
- En la novela de H. P. Lovecraft La búsqueda soñada de la desconocida Kadath, una criatura alada llamada "el Ave-Shantak" es descrita como un ser con "la cabeza de un caballo", también "grande como un elefante" y con "escamas en lugar de plumas". Este ser bien pudo haber sido modelado con las descripciones típicas del Diablo de Jersey.
- La novela Brigid's Charge, de Cynthia Lamb, una descendiente de Madre Leeds, la supuesta madre del Diablo de Leeds (Jersey), responde a la pregunta: "¿Por qué ella fue acusada?".
- En la novela All the Rage, de F. Paul Wilson, la cuarta de sus novelas sobre Repairman Jack, un pícaro rakosh (un tiburón-demonio bípedo, introducido por primera vez en la novela de Wilson La Tumba) desaparece en Pine Barrens, Nueva Jersey, asumiendo la identidad del (hasta entonces solo legendario) Diablo de Jersey.
- El cuento de F. Paul Wilson Los baldíos presenta a un personaje que dice estar buscando al Diablo de Jersey.
- El libro de 1976 El diablo de Jersey y su secuela de 1998, Fantasma de los bosques: más historias del Diablo de Jersey, de James McCloy y Ray Miller Jr., cuenta la historia del Diablo de Jersey, y fueron la base de la película independiente El 13º Niño: La leyenda del Diablo de Jersey, Volumen I.[30]
- La novela de terror de 1989 Los pinos, de Robert Dunbar, en gran parte está centrada en la leyenda, al igual que su secuela La costa: ambas presentan la noción de que una forma de trastorno genético, básicamente licantropía, es responsable de la leyenda.
- En la novela de la serie de Stephanie Plum Plum Spooky (escrita por Janet Evanovich) el Diablo de Jersey es mencionado, pero no de manera negativa. Allí vive en Pine Barrens con el Conejo de Pascua, Elmer the Fire Farter y otros seres innombrables.
- El libro de 2012 YA Jersey Devil, el maldito desafortunado (MuseItUp Publishing) cuenta una historia diferente acerca del Diablo de Jersey. La víctima de una antigua maldición familiar, el 13.º niño no deseado se convierte en un monstruo que una comunidad pequeña colonial lo describe como el Diablo de Jersey. Esta versión de la leyenda del diablo incluye viajes en el tiempo a través de las ciénagas pantanosas por los muchos que frecuentan Pine Barrens.
- En el segundo arco argumental de la línea Marvel Knights de los Cuatro Fantásticos, escrito por Roberto Aguirre Sacasa, llamado "Excursión a los Pine Barrens", la Primera Familia de Marvel se encuentran con una operación extraterrestre donde el Diablo de Jersey resulta ser un ente alienígena.

### Música
- El 31 de octubre de 2008, Bruce Springsteen dio a conocer un vídeo musical y la descarga gratuita de audio titulada "Una noche con el Diablo de Jersey", en el sitio web oficial de Springsteen. El 31 de octubre de 2012 se llevó a cabo el estreno en vivo de la canción en el Blue Cross Arena, en Rochester, Nueva York.
- La banda Coheed & Cambria lanzó una canción llamada "Devil in Jersey City", sobre una banda llamada los Diablos de Nueva Jersey.
- Kevin Welch escribió el tema "Jersey Devil" y lo grabó en el álbum titulado You Can't Save Everybody para Kieran Kane & Kevin Welch con Fats Kaplin, el cual fue lanzado en 2004.
- El Diablo de Jersey inspiró el nombre de la banda de death metal de Jersey Shore "El hijo de Leeds".

### Videojuegos
- Sony publicó un juego de video llamado Jersey Devil para la consola PlayStation en 1998. El jugador controla al Diablo de Jersey, que tiene la apariencia de un personaje de dibujos animados que viste un traje tipo superhéroe de color púrpura, con cabeza grande y guantes, botas y alas de color rojo.

- El popular juego de computadora para niños Poptropica incluía al Diablo de Jersey, junto con el Monstruo del lago Ness, Pie Grande y el Chupacabras en el nivel de la Isla Cryptida. La criatura está representada con cabeza y patas de cabra y con garras, alas y la cola de un dragón, y deposita grandes huevos punteados.
- El juego de video Castlevania: Order of Ecclesia cuenta con un enemigo llamado Jersey Devil. Esta versión vuela y escupe fuego. Su descripción en su imagen dice: "De los yermos de pino y erige su cuello en los bosques."
- El Diablo de Jersey aparece en el juego de Nintendo DS de 2009 Scribblenauts como un enemigo que ataca la criatura más cercana que tiene a la vista.
- El Diablo de Jersey hace aparición en la cuarta parte del juego The Wolf Among Us, "glamourizado" como el propietario de una casa de empeño.

### Monster in My Pocket
El Diablo de Jersey es el Monster in My Pocket número 115. Su figura parece un reptil con alas y cabeza de caballo.

## Otras lecturas
- Weird NJ: Tu Guía de Viajes de leyendas locales de Nueva Jersey y sus secretos mejor guardados por Mark Moran Sceurman y Mark, Barnes & Noble, ISBN 0-7607-3979-X
- El Diablo de Jersey Devil, de James F. McCloy y Ray Miller, Jr., Middle Atlantic Press. ISBN 0-912608-11-0
- Cuentos del Diablo de Jersey, por Geoffrey Girard., Middle Atlantic Press. ISBN 0-9754419-2-2
- Una historia natural de los árboles del este y centro de Norte América, por Donald Culross Peattie, pp 20-23.
- The Tracker, de Tom Brown, Jr.
- El Diablo de Jersey de William Grimstein, por Billy Staggs. ISBN 978-1-4343-0873-3